# Euchilichthys
Genre
Le genre Euchilichthys regroupe plusieurs espèces de poissons de la famille des Mochokidae.

## Liste des espèces
Selon FishBase (29 octobre 2017) et ITIS (29 octobre 2017):
- Euchilichthys astatodon (Pellegrin, 1928)
- Euchilichthys boulengeri Nichols & La Monte, 1934
- Euchilichthys dybowskii (Vaillant, 1892)
- Euchilichthys guentheri (Schilthuis, 1891)
- Euchilichthys royauxi Boulenger, 1902